# Maysville (North Carolina)
Maysville is een plaats (town) in de Amerikaanse staat North Carolina, en valt bestuurlijk gezien onder Jones County.

## Demografie
Bij de volkstelling in 2000 werd het aantal inwoners vastgesteld op 1002.
In 2006 is het aantal inwoners door het United States Census Bureau geschat op 979, een daling van 23 (-2,3%).

## Geografie
Volgens het United States Census Bureau beslaat de plaats een oppervlakte van
2,0 km², geheel bestaande uit land. Maysville ligt op ongeveer 12 m boven zeeniveau.

## Plaatsen in de nabije omgeving
De onderstaande figuur toont nabijgelegen plaatsen in een straal van 24 km rond Maysville.